# إيريك رايموند
إريك رايموند أوإريك سكوت رايموند (من مواليد 27 أكتوبر 1956 في تاكوما، واشنطن) هو مدرب معتمد للطيران، وطيار للطائرات الشراعية (Sailplane)، , وطيار للقفز المظلي ومصمم للطائرات التي تعمل بالطاقة الشمسية.
التعليم الجامعي في التصوير وهندسة الفضاء والطيران. من سان دييغو، كاليفورنيا، ويعيش حالياً في سلوفينيا.